# Szentdénes megállóhely
Szentdénes megállóhely egy Baranya vármegyei vasúti megállóhely Nagypeterd község területén, a MÁV üzemeltetésében. A névadó Szentdénes községtől néhány kilométerre északra helyezkedik el, közvetlenül a faluba vezető 5807-es út vasúti keresztezése mellett, attól nyugatra, a térség legfontosabb útvonalának számító 6-os főúttól mintegy 400 méterre délre.

## Vasútvonalak
A megállóhelyet az alábbi vasútvonalak érintik:
- Murakeresztúr–Szentlőrinc-vasútvonal

## Kapcsolódó állomások
A megállóhelyhez az alábbi állomások vannak a legközelebb:
- Nagypeterd megállóhely (Murakeresztúr–Szentlőrinc-vasútvonal)
- Szentlőrinc vasútállomás (Murakeresztúr–Szentlőrinc-vasútvonal)

## Forgalom
| Járat        | Útvonal | Gyakoriság   |
| ------------ | --- | ------------ |
| személyvonat | Barcs – Barcs felső – Középrigóc – Darány – Kisdobsza – Nemeske – Molvány – Szigetvár – Nagypeterd – Szentdénes – Szentlőrinc – Bicsérd – Mecsekalja-Cserkút – Pécs | Napi 4-7 pár |
| személyvonat | Nagykanizsa – Murakeresztúr – Őrtilos – Zákány – Gyékényes – Berzence – Somogyudvarhely – Bélavár – Vízvár – Babócsa – Péterhida-Komlósd – Barcs – Barcs felső – Középrigóc – Darány – Kisdobsza – Nemeske – Molvány – Szigetvár – Nagypeterd – Szentdénes – Szentlőrinc – Bicsérd – Mecsekalja-Cserkút – Pécs | Napi 1-2 pár |